# Interparliamentary EU Information Exchange
IPEX od Interparliamentary EU Information Exchange è una piattaforma per lo scambio di informazioni tra i parlamenti nazionali dei paesi dell'Unione europea e il Parlamento europeo  su questioni relative all'attività dell'UE, in particolare alla luce del Trattato di Lisbona. Il nuovo Trattato disciplina espressamente le prerogative e il ruolo dei parlamenti nazionali nell'ambito di un apposito articolo del Trattato sull'UE (Articolo 12) nonché del Protocollo sul ruolo dei parlamenti nazionali e del Protocollo sull'applicazione dei principi di sussidiarietà e proporzionalità Archiviato il 1º agosto 2012 in Internet Archive..

## Storia e ruolo
Il progetto IPEX è il frutto di una raccomandazione della Conferenza dei Presidenti dei Parlamenti dell'UE2 svoltasi a Roma nel 2000. In conformità alle Linee guida per la cooperazione interparlamentare, adottate all'Aia nel 2004 e poi modificate a Lisbona nel 2008, il sito IPEX fu lanciato ufficialmente nel 2006 in occasione della Conferenza dei Presidenti di Copenhagen. Il sito è stato successivamente ridisegnato e la sua nuova versione è stata lanciata nel 2011. 
IPEX mira a sostenere i seguenti organismi e attività: la Conferenza dei Presidenti, la Conferenza delle Commissioni per gli Affari europei dei Parlamenti dell'UE (COSAC); le riunioni delle commissioni settoriali del Parlamento europeo e dei parlamenti nazionali; le riunioni interparlamentari; la rete dei funzionari di collegamento e dei rappresentanti dei parlamenti nazionali presso le Istituzioni dell'UE a Bruxelles. IPEX è pertanto uno dei pilastri della comunicazione interparlamentare sugli affari europei, consentendo di convogliare in un'unica sede le informazioni fornite da ciascuno dei parlamenti nazionali nell'UE.
IPEX intende consentire ai parlamenti nazionali dell'Unione di cooperare più strettamente e di coordinare le loro modalità di intervento in materia europea, rendendo al tempo stesso le informazioni relative alla cooperazione interparlamentare più accessibili ai cittadini. In questo contesto, il sito IPEX consente la navigazione in tutte le lingue ufficiali dell'UE e pubblica, in inglese, francese e altre lingue dell'UE, informazioni e documenti relativi alle principali pronunce dei parlamenti nazionali.
IPEX include contributi dei parlamenti nazionali degli Stati membri dell'UE e dei Paesi candidati nonché del Parlamento europeo. Al fine di promuovere la cooperazione interparlamentare IPEX è aperto alla COSAC e al Centro europeo di ricerca e documentazione e ricerca parlamentare (CERDP).

## Organizzazione
In conformità alle Linee guida di IPEX, il Consiglio direttivo (Board) è responsabile delle decisioni concernenti lo sviluppo di IPEX. Il Consiglio direttivo è nominato ogni anno dai Segretari generali dei Parlamenti dell'UE e del Parlamento europeo in rappresentanza dei Presidenti dei rispettivi parlamenti.
IPEX è gestito dall'Unità di supporto centrale (Central Support), dal responsabile dell'informazione (Information Officer) e dalla rete dei corrispondenti nazionali di IPEX.

## Caratteristiche
IPEX contiene una banca dati delle informazioni e documenti relativi all'attività in ambito UE dei parlamenti nazionali, forum per lo scambio di informazioni e una sezione relativa a notizie di particolare rilevanza.
Il sito IPEX – che è ad accesso pubblico – intende offrire:
- una rassegna dello stato del dibattito in seno ai parlamenti nazionali e al Parlamento europeo con riferimento a progetti legislativi e altri documenti delle Istituzioni dell'UE, in particolare della Commissione europea;
- una piattaforma per lo scambio di informazioni tra Parlamento europeo e parlamenti nazionali in merito a specifici progetti legislativi dell'UE, con particolare riguardo ai profili attinenti alla sussidiarietà e alla proporzionalità nonché a documenti di consultazione della Commissione europea, anche con riferimento al cosiddetto "dialogo politico;
- un calendario delle attività di cooperazione interparlamentare;
- collegamenti ai siti del Parlamento europeo e dei parlamenti nazionali nonché ad altri siti di cooperazione interparlamentare in ambito UE contenenti, ad esempio, informazioni sulle procedure di intervento dei parlamenti in materia europea;

IPEX ospita inoltre il sito della Conferenza dei Presidenti dei Parlamenti dell'Unione Europea.